# Zhoř (ort i Tjeckien, Vysočina)
Zhoř är en ort i Tjeckien.   Den ligger i regionen Vysočina, i den centrala delen av landet, 120 km sydost om huvudstaden Prag. Zhoř ligger 568 meter över havet och antalet invånare är 384.
Terrängen runt Zhoř är huvudsakligen platt, men österut är den kuperad. Terrängen runt Zhoř sluttar västerut. Runt Zhoř är det ganska glesbefolkat, med 26 invånare per kvadratkilometer. Närmaste större samhälle är Jihlava, 14,0 km väster om Zhoř. I omgivningarna runt Zhoř växer i huvudsak blandskog.